# Ifen (Oberstaufen)
Ifen (mundartlich: ts Ivə, uf Ivə nüf) ist ein Gemeindeteil der Marktgemeinde Oberstaufen im bayerisch-schwäbischen Landkreis Oberallgäu.

## Geographie
Der Weiler liegt circa zwei Kilometer südöstlich des Hauptorts Oberstaufen. Westlich von Ifen verläuft die Weißach, nördlich am Staufner Berg die Bahnstrecke Buchloe–Lindau sowie die Queralpenstraße B 308. Südöstlich der Ortschaft liegt der Hündlekopf.

## Ortsname
Der Ortsname stammt vermutlich vom Familiennamen Iven. Das althochdeutsche Wort īwa für Eibe gilt als eher unwahrscheinlich.

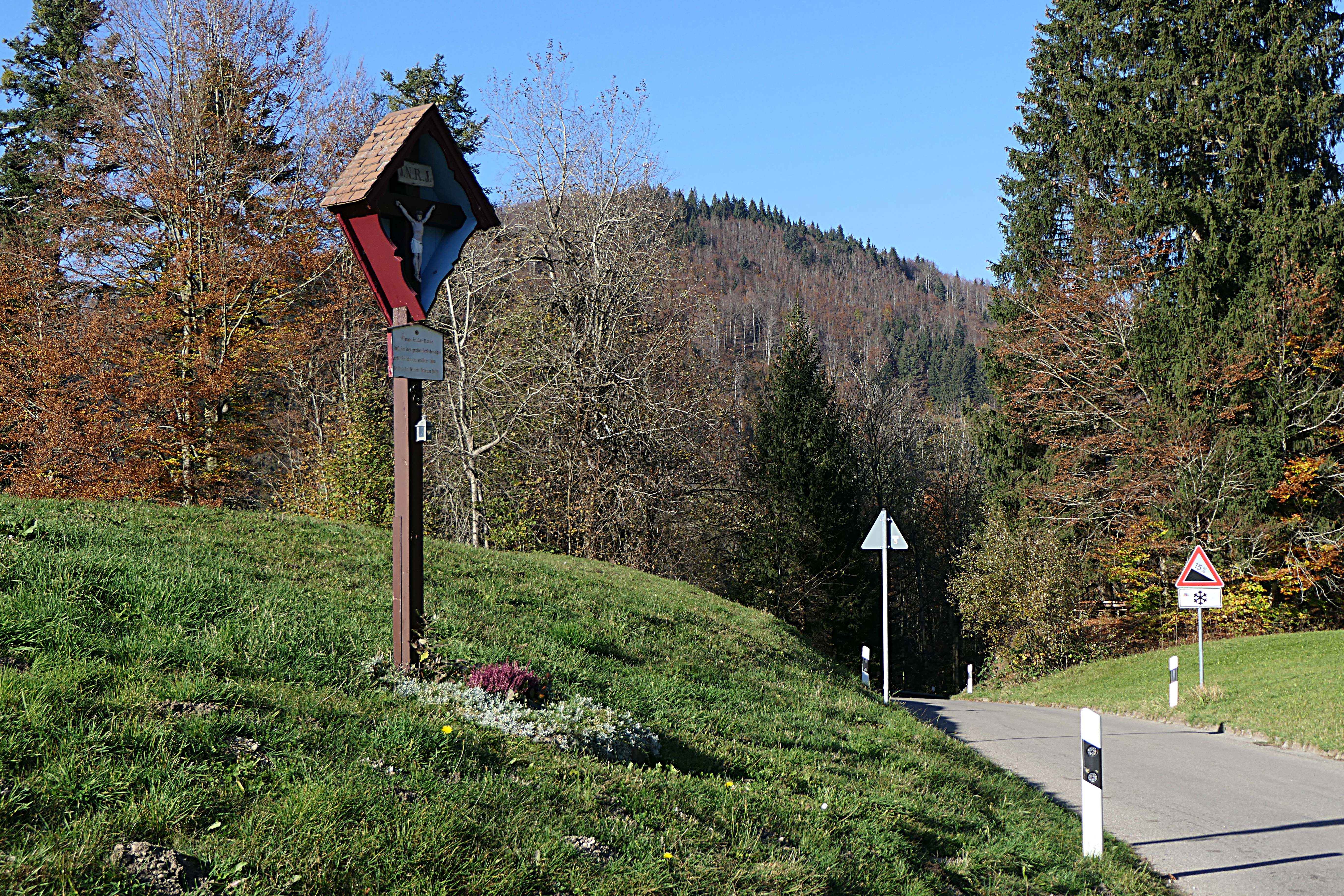
Wegkreuz nordöstlich von Ifen, im Hintergrund der Staufner Berg

## Geschichte
Ifen wurde erstmals urkundlich im Jahr 1783 als Iffen erwähnt. 1781 [sic] fand die Vereinödung des Orts statt. 1812 wurde der Ort noch als Waldhubengüter bezeichnet. Zwischen 1818 und 1832 wurde Ifen von Thalkirchdorf nach Oberstaufen umgemeindet.